# ベーグリー鉄道事故
ベーグリー鉄道事故（ベーグリーてつどうじこ、英語: Bagley train wreck、Great Salt Lake wreckとも言われる）は、1944年12月31日日曜日の朝にアメリカ合衆国ユタ州で発生した鉄道事故である。事故では35人以上の軍人を含む50人が死亡（当初は48人と報じられていた）し、81人が負傷した:3。

## 事故の経緯
事故は、サザン・パシフィック鉄道の「パシフィック特急」 (Pacific Limited) がグレートソルト湖を渡るルーシン短絡線を通過している際に起きた。この列車は前週金曜日（12月29日）の10時にシカゴを出発し、サンフランシスコへ向かっていた。この列車は通常は1本の長い編成で運転されていたが、この事故の際は2本の列車に分割されており、先行列車が旅客車で編成され、続行列車は急行郵便車で編成されていた。どちらも列車番号は第21列車であったため、この記事においては以降先行列車と続行列車と記載する。
この日の早朝、オグデンから西へ向かっていた非常に長く重い貨物列車が問題を起こした（非公式には軸焼けであったとされる）。先行列車はサザン・パシフィック鉄道GS-3形蒸気機関車4425号機が牽引する18両編成であったが、貨物列車の問題により停車を余儀なくされ、まもなく注意現示を受けて徐行で前進を再開した。続行列車はサザン・パシフィック鉄道Mt-4形蒸気機関車4361号機が牽引する20両編成であったが、前方で起きている問題に明らかに気づいておらず、全速で走り続けていた。
先行列車は定刻から38分遅れの4時38分にオグデンを出発し、先行する貨物列車からの旗による信号を受けて停車しようとし、事故の時点では8マイル毎時（約13 km/h）に減速していた:6–7。続行列車は定刻から50分遅れの4時50分にオグデンを出発し、事故の前に2か所の停止現示の信号機を通過した:7。オグデンから17マイル（約27キロメートル）西の待避線であるベーグリーにおいて、深い霧の中で5時14分頃、続行列車は50マイル毎時（約80 km/h）で先行列車の末尾のプルマン車へ追突した:7。
オグデン・スタンダード・エグザミナー紙の報じるところによれば、「衝突の力で別の寝台車が食堂車を突き破り、さらにその前では客車が別の木造客車に激しく衝突した。続行列車の客車は線路と直角に積み重なり、一部の車両は土手道の斜面から滑り落ちて湖に転落した。死亡者のほとんどは最後尾のプルマン車およびテレスコーピング現象の起きた客車から発見された」。 先行列車の客車の中にはテレスコーピングを起こしているものがあり、13両目が12両目に、16両目が15両目に、そして続行列車の機関車が18両目にめり込んでいた。先行列車の12両目、15両目、18両目は破壊され、続行列車の機関車と最初の11両の客車は脱線した:7。

### 事故処理と調査
事故現場では、線路は泥と浅い水域を渡る土手道の上に建設されており、救援はすべて鉄道で送らなければならなかった。先行列車の中には2両の病院車が含まれており、医療軍団のスタッフが乗り込んでいたため、オグデンからの救援列車の到着まで負傷者の救助にあたった。
事故の公式調査は、「続行列車が信号現示に従って適切に速度を制御しなかったために事故が発生した」と結論付けた:8。先行列車は2か所の停止現示の信号機を確認しており、運転士は事故の時点では列車を停止させるところであった。続行列車の機関助士が1つ目の信号機を濃霧のために見落とした際に、彼はそのことを機関士に報告し、続いて機関助士は2番目の停止現示の信号機を確認して機関士に報告したが、機関士は列車を減速させなかった。続行列車の乗務員のほとんどは最後尾の車両で休んでおり、衝突の約12秒前にブレーキがかかるまで問題に何も気づいていなかった:7。続行列車の機関士と先行列車の信号手はいずれも死亡した:7。
続行列車の機関士はブレーキをかけたものの、遺体が発見された位置から、衝突の前には既に正常な状態ではなかったものと思われる。検視官の審問によれば、機関士は衝突の直前に突然の心臓まひで死んでいたものと思われる:8。